# 飛銭
飛銭（ひせん）は、便銭（びんせん）・便換（びんかん）とも呼ばれ、唐宋期の送金手形制度を指す。
漢代には飛銭が存在した可能性もあるものの、その後の戦乱によってこうした制度を維持する政治的・経済的な前提条件が崩壊して、唐の後期まで復活しなかったと考えられているため、唐以後の制度として捉えるのが通説である。

## 概要
唐の後期に入ると、商品経済・貨幣経済が発達して、茶・塩・絹などの遠距離取引が盛んになった。一方、政治的には銭納を基礎とした両税法が行われるようになった。この結果、当時の法定貨幣であった銅銭の移動が盛んになるはずであったが、藩鎮の割拠によって自己の管轄外への銅銭の流出を阻止する禁銭政策が採られた。また、銅銭は多額となれば重く、元々大量の輸送には不向きな貨幣であった。
その解決策として考案されたのが飛銭であった。当時の飛銭は長安や洛陽の大都市を発信元、地方都市あるいは特産品産地を受理先とするのが一般的であった。これは飛銭の仕組と深く関係している。まず、大都市から地方都市に見銭を送付したい商人Aが、大都市の発信元Bにて金銭を納付して引換に牌・文牒・拠と呼ばれる見銭納付の事実を示す証明書を受理し、地方に赴いた際に大都市側で指定された相手Cに牌を提示すると、Cは牌に書かれた金額をAに手渡すのである。CがAに支払った見銭は本来はCがBへ送金する予定の見銭（公的機関であればCがBに納入する租税が代表的なもの、商人の世界であればCからBへの売掛金）であり、AがBに対して予め送金される予定の見銭の一部を納入することで、AはBに替わってCより納入額と同額の見銭を受ける権利を得たのである。AがCより見銭を受け取ることで、CがBに送る予定であった見銭がAのBへの納付とCのAへの同額の支払にそれぞれ振り替えられて双方の勘定の間で相殺が行われ、CがBへの送金を行ったのと同じ効果が生じたのである。
商人間ではB＝大都市の豪商、C＝地方の商人（支店あるいは取引先）、政府機関ではB＝「三司」（度支・塩鉄・戸部）と呼ばれる中央財政機関、C＝地方財政機関という構造となった。
Cが牌に記された金額を支払うのは、Bが発行した正規の牌を持参した人物であった。つまり、AがCと同じ地方に住むDとの取引の代金を、BがC宛てに発行した牌を用いて払い、牌を受け取ったDがCの元に持参して見銭の支払を受けるという方法も存在したのである。
なお、場合によっては刻銭と呼ばれる発行手数料を取る場合があり、徴収者が公的機関であれば頭底潤官銭とも呼んだ。
当初は民間の富商と地方の商人との間によって開始されたが、その利便性と手数料収入に目を付けた三司以下の政府機関や藩鎮、神策禁軍などもこれを模倣した。三司はこの制度を使って地方にある租税や専売収入をいち早く中央に集め、更に手数料収入を目的として、憲宗期以後、三司以外のものが飛銭を扱うことを禁止する「私下便換禁止令」を度々発したが、元々飛銭は民間需要の中から発生したことに加えて、節度使や神策禁軍も命令を無視したために、効力は乏しかった。
宋代になると、証明書は交子・会子・交鈔・交引などと呼ばれ、前述の通り最終的に持参者が指定の送付先において換金をして貰えば良いために、まだ換金を終えていない証明書それ自体が見銭（現金）の代わりとして取引の支払に用いられるようになった。これが中国における紙幣のルーツである。宋から元にかけて紙幣のことを指した交子・会子・交鈔・銭引（見銭交引）などの呼称が、全て飛銭で用いられていた証明書の名称に由来しているのは、紙幣が飛銭から発達した制度であった事実に由来しているのである。